# Ana Aguiriano Casal
Ana Rosa Aguiriano Casal (Vitoria, 1961) es una exatleta y ex jugadora de baloncesto en silla de ruedas que participó en los varios Juegos Paralímpicos y campeonatos de Europa. Es entrenadora en el Club Deportivo Zuzenak de deportes adaptados.

## Biografía
Desarrolló una discapacidad a raíz de tener poliomielitis por una negligencia médica. Anteriormete, ya practicaba deportes, especialmente natación, lo que le ayudaría a iniciarse en el baloncesto y en el atletismo. Estudió en el Colegio Nacional de Zaramaga, y como le operaron en Madrid y tuvo que permanecer mucho tiempo en el hospital, fue al Colegio Niño Jesús de Madrid.

### Trayectoria deportiva
Su primera aparición internacional fue en Stoke Mandeville en 1989, donde ganó el bronce en la competición de atletismo. Luego, en 1991, participó en el Campeonato de Europa celebrado en Ferrol con la selección española. Se vio obligada a elegir entre el atletismo y el baloncesto, y eligió el baloncesto.
Compitió en los Juegos Paralímpicos de 1992. Su equipo terminó último. En ese momento, había liga femenina en Galicia, Toledo, Albacete, Andalucía y Cataluña. La competición solía realizarse durante un fin de semana, pero por falta de presupuesto desapareció y se optó por hacer lo que se hacía en Europa, que era integrar a las jugadoras en los equipos masculinos. Durante dos años, fue la primera y única mujer en el equipo de baloncesto en silla de ruedas del CD. Zuzenak que entrenaba con hombres en España. Al principio no jugaba competiciones oficiales, pero sí en torneos. Luego cambió la norma y las mujeres pudieron integrarse en la Liga. Le costó ganarse el puesto, pero logró ser titular, por delante de algunos hombres, con Santi Pablos como entrenador. Compitió en varios campeonatos de Europa, Berlín'1993, Madrid'1997, Cerdeña'2003, Villeneuve d'Ascq'2005 y Adana'2009. En 2006, ganó el bronce en los Juegos Paralímpicos Visa de Gran Bretaña. Finalmente, se retiró en 2009.

Es entrenadora en la Escuela Zuzenak, donde usa su experiencia con las criaturas. En sus palabras:
“ No todos los niños serán deportistas de élite, pero el deporte es necesario para su desarrollo.

## Premios y reconocimientos
- En el 2018 fue entrevistada en el documental Rompiendo Moldes, proyecto de Maitane Carballo, Arantzazu Alonso y Olatz Alonso que tenía como objetivo visibilizar a las deportistas alavesas.[4][5][6]
- En 2019 el equipo Araski rindió homenaje a las mujeres que fueron pioneras en el baloncesto alavés. Aguiriano estuvo junto a Charo de Andrés, Pepa Moraza, Julia Fernández, Ninfo Aragón, María José García y Rosa Abarquero.[7][8]
- En 2019, el Ayuntamiento de Vitoria rindió homenaje a las personas promotoras del baloncesto alavés. Aguiriano participó entre los representantes del equipo Zuzenak.[9]